# Rasmus Elm
Rasmus Elm, född 17 mars 1988, är en svensk fotbollstränare och före detta fotbollsspelare (mittfältare) som fick sitt genombrott i Kalmar FF med vilka han år 2008 vann ett SM-guld. Det var också här han år 2019 avslutade karriären; detta efter att tidigare ha varit utlandsproffs i AZ Alkmaar och senare CSKA Moskva.
Rasmus Elms båda bröder Viktor och David var även de fotbollsspelare. Under ett flertal år spelade brödratrion tillsammans i Kalmar FF, bland annat under SM-guldåret 2008.

## Klubbkarriär

### Tidig karriär
Elm växte upp i den lilla orten Broakulla tillsammans med sina bröder David och Viktor. De började samtliga spela fotboll i Johansfors IF, där fadern Johnny var tränare. Han debuterade i klubbens A-lag 2001, endast 13 år gammal.
Efter något år bytte Elm klubb till Emmaboda IS, där han för första gången blev uttagen till pojklandslaget. Elm slog 2004 även igenom i Canal Plus-cupen, där han blev utsedd till turneringens bästa spelare.

### Kalmar FF
Inför säsongen 2005 gick Elm till Kalmar FF. Han debuterade i A-laget i en träningsmatch i februari 2005 mot Jönköping Södra IF. Elms allsvenska debut kom den 9 maj 2005 mot IFK Göteborg (0–0), där han byttes in i den 83:e minuten mot Svante Samuelsson. Under sommaren 2007 hade Rasmus Elm, bara 19 år gammal, drabbats av en blodpropp i vaden. Skadan tvingade Elm till vila i ungefär en månad. Ett av Elms kännetecken är hans väldigt långa inkast. 

### AZ Alkmaar
Den 27 augusti 2009 skrev Rasmus Elm på ett 4-årskontrakt med den holländska regerande mästarklubben AZ Alkmaar. Rasmus Elms avskedsmatch för Kalmar FF blev hemmamötet med Hammarby IF söndagen den 30 augusti och matchen slutade 3–0. Eftersom Elm hade kvalspelat till Champions League med Kalmar FF tidigare under sommaren hade han redan representerat en klubb i Europacupspel och tilläts därför inte att deltaga i AZ Alkmaars gruppspelsmatcher i Champions League och eventuella fler Europacupmatcher säsongen 2009–10.

### CSKA Moskva
Sensommaren 2013 drabbades Rasmus Elm för andra gången av en blodpropp i vaden. Detta hindrade dock inte Elm från att i slutet under följande säsong bli utsedd till den ryska ligans bäste mittfältare. Elm har under sin tid i CSKA Moskva blivit ligamästare två gånger.
Han spelade för den ryska klubben PFC CSKA Moskva under hela 2014, varefter klubben och Elm, som vid den här tiden hade stora hälsoproblem, bestämde sig för att bryta kontraktet som det återstod sex månader på.

### Kalmar FF (återkomst)
Rasmus Elm gjorde en andra sejour i Kalmar 2015–2019, där han bland annat blev lagkapten. Åren präglades dock av fortsatta hälso- och skadeproblem. 
Elms sista match blev i det allsvenska kvalet mot IK Brage 2019 där Kalmar vann och därmed lyckades undvika nedflyttning från Allsvenskan.

## Landslagskarriär
Elm var som junior kapten för det svenska P19-landslaget. I augusti 2007 debuterade Elm i U21-landslaget.
Den 16 december 2008 blev han för första gången uttagen till svenska A-landslaget, då truppen till januariturnén 2009 offentliggjordes. Under turnén blev det två matcher för Rasmus, varav ena var debuten mot USA. Hans goda insatser under USA-turnén ledde fram till en plats i truppen i VM-kvalgenrepet mot Österrike i Graz, där han den 11 februari 2009 på halvvolley gjorde sitt första landslagsmål; matchen slutade 2–0 till Sverige. Han blev sedan uttagen till VM-kvalmatchen Portugal–Sverige, där han spelade hela matchen och var en av Sveriges bättre spelare. 
Efter att ha gjort stor succé i U21-EM 2009 i Sverige blev Elm uttagen av tidningen GOAL till U21-EM:s allstar-elva.
16 oktober 2012 stod Rasmus Elm för kvitteringen i Sveriges 4-4-match mot Tyskland i kvalet till VM i Brasilien 2014, där Sverige låg under med 4-0 en bit in i andra halvlek.
Hans hälsotillstånd och skador drabbade även landslagskarriären. Han spelade sin sista match i landslaget mot Portugal i playoff till VM i Brasilien, där han byttes ut efter en halvlek. År 2017 meddelade han att han inte var tillgänglig för landslagsspel.

## Seriematcher och mål
- Kalmar FF   2005: 7 / 0
- Kalmar FF   2006: 23 / 0
- Kalmar FF   2007: 20 / 3
- Kalmar FF   2008: 27 / 5
- Kalmar FF   2009: 19 / 9
- AZ Alkmaar  2009–10: 23 / 3
- AZ Alkmaar  2010-11: 28 / 5
- AZ Alkmaar  2011-12: 32 / 10
- CSKA Moskva 2012-13: 27 / 5

## Meriter
- Svenska Cupen med Kalmar FF 2007
- Svensk mästare med Kalmar FF 2008
- Svenska Supercupen med Kalmar FF 2009
- U21-EM Brons (Sverige U-21) 2009
- EM-turneringar: 2012
- Rysk mästare med CSKA Moskva 2013 och 2014
- Ryska cupen i fotboll med CSKA Moskva 2013

## Individuellt
- Smålands bästa fotbollsspelare 2007, 2009[12]

## Tränarkarriär
Efter säsongen 2019 avslutade Elm sin spelarkarriär och tog istället plats som hjälptränare i ledarstaben kring Kalmar FF:s a-lag.